# CE Principat
A CE Principat andorrai labdarúgócsapat a fővárosból, Andorra la Vellából. Az andorrai labdarúgó-bajnokság másodosztályában szerepel.
Három alkalommal nyerte meg az andorrai első osztályt, illetve 4 alkalommal hódította el a nemzeti kupát.

## Sikerei
- Andorrai labdarúgó-bajnokság (Primera Divisió)
  - Bajnok (3 alkalommal): 1997, 1998, 1999
  - Ezüstérmes (1 alkalommal): 1996
  - Bronzérmes (1 alkalommal): 2009

- Andorrai kupa (Copa Constitució)
  - Győztes (4 alkalommal): 1996, 1997, 1998, 1999

## Eredményei

### Bajnoki múlt
A Principat helyezései az andorrai labdarúgó-bajnokság élvonalában.
| Idény   | Helyezés |
| ------- | -------- |
| 1995–96 | 2. hely  |
| 1996–97 | bajnok   |
| 1997–98 | bajnok   |
| 1998–99 | bajnok   |
| 1999–00 | 6. hely  |
| 2000–01 | 4. hely  |

| Idény   | Helyezés |
| ------- | -------- |
| 2001–02 | 6. hely  |
| 2002–03 | 6. hely  |
| 2003–04 | 5. hely  |
| 2004–05 | 4. hely  |
| 2005–06 | 7. hely  |
| 2006–07 | 6. hely  |

| Idény   | Helyezés |
| ------- | -------- |
| 2007–08 | 5. hely  |
| 2008–09 | 3. hely  |
| 2009–10 | 5. hely  |
| 2010–11 | 5. hely  |
| 2011–12 |          |

### Nemzetközi

#### Összesítve
| Kupa      | M | GY | D | V | LG–KG |
| --------- | - | -- | - | - | ----- |
| UEFA-kupa | 6 | 0  | 0 | 6 | 1–49  |
| Összesen  | 6 | 0  | 0 | 6 | 1–49  |

#### Szezonális bontásban
| Idény     | Kupa      | Forduló         | Klub          | 1. mérk. | 2. mérk. | Össz. |
| --------- | --------- | --------------- | ------------- | -------- | -------- | ----- |
| 1997–1998 | UEFA-kupa | 1. selejtezőkör | Dundee United | 0–8      | 0–9      | 0–17  |
| 1998–1999 | UEFA-kupa | 1. selejtezőkör | Ferencváros   | 0–6      | 1–8      | 1–14  |
| 1999–2000 | UEFA-kupa | Selejtezőkör    | Viking        | 0–7      | 0–11     | 0–18  |

Megjegyzés: Az eredmények minden esetben a Principat szempontjából értendők, a dőlten írt mérkőzéseket hazai pályán játszotta.